# 44 (число)
44 (сорок четыре) — натуральное число, расположенное между числами 43 и 45.

## В математике
Чётное двузначное число.
- Квадрат этого числа ― 1936.
- 44 ― число трибоначчи[1] и октаэдральное число[2].
- Согласно функции Эйлера, {\displaystyle \varphi (44)=20} и {\displaystyle \varphi (69)=44}.
- 44 ― число-репдиджит.
- В десятичной системе счисления 44 ― это число-палиндром и десятое счастливое число[3].

## В науке
- Атомный номер рутения.
- В Новом общем каталоге объект NGC 44 ― звезда в созвездии Андромеды.

## В других областях
- 44 ― ASCII-код символа «,» (запятая).
- +44 ― телефонный код Великобритании.
- 44 — Код субъекта Российской Федерации и Код ГИБДД-ГАИ Костромской области.